# Abiad-See
Der Abiad-See, engl. Lake Abiad oder Lake Abyad, liegt auf der Grenze zwischen Sudan und Südsudan.

## Beschreibung
Das Gewässer befindet sich in der sudanesischen Provinz Dschanub Kurdufan (Süd-Kurdufan), südlich der Stadt Kadugli, und in dem südsudanesischen Bundesstaat Unity. Der See mit einer Fläche von etwa 30 km² liegt auf 450 m. Er ist von Waldsavanne umgeben. Eine Fläche von 5000 km² wurde als Vogelschutzgebiet vorgeschlagen.